# Soledad Cruz
Pour les articles homonymes, voir Soledad et Cruz.
María Soledad Cruz Court, née le 19 juin 1984 à Talca dans la Région du Maule, est une actrice chilienne.

## Biographie
Soledad Cruz s'est fait connaître dans la telenovela El amor lo manejo yo. Elle est également connue pour son rôle de Mercedes Möller dans la telenovela Perdona nuestros pecados. Le couple formé par Bárbara (María José Bello) et Mercedez est nommé par le mot-valise Barcedes par les fans,.

## Filmographie
- 2014 : El amor lo manejo yo (série télévisée) : Rocío Guerrero (126 épisodes)
- 2015 : Dueños del paraíso (série télévisée) : Yenny González (7 épisodes)
- 2017-2018 : Perdona nuestros pecados (série télévisée) : Mercedes « Mechita » Möller (221 épisodes)